# أني لوغار
أني لوغار (مواليد 15 مايو 1976) هو سياسي سلوفيني شغل منصب وزير الخارجية في الفترة من مارس 2020 حتى يونيو 2022.